# Tartrato deidrogenasi
La tartrato deidrogenasi è un enzima appartenente alla classe delle ossidoreduttasi, che catalizza la seguente reazione:
tartrato + NAD+ ⇄ ossaloglicolato + NADH + H+
Possono esser substrati dell'enzima sia il meso-tartrato che l'(R,R)-tartrato. L'enzima richiede Mn2+ ed un catione monovalente per funzionare.